# Plamówka malinówka
Plamówka malinówka, odrzyca malinówka (Thyatira batis) – gatunek motyla, z rodziny wycinkowatych (Drepanidae) i podrodziny falicowatych (Thyatirinae).

## Opis
Skrzydła mają rozpiętość od 32 do 35 mm (według innego źródła od 30 do 40 mm). Przednie skrzydła są czekoladowobrązowe (czarnobrązowe z odcieniem oliwkowym) z różowo obwiedzionymi plamami barwy żółtobrązowej lub różowej w liczbie czterech na każdym. Skrzydła tylne są lśniące, jasnoszrobrązowe czy też szarobrunatne, opatrzone pojedynczą, jaśniejszą przepaską. Tułów motyla jest owłosiony.
Czerwonobrązowa gąsienica ma jasne trójkątne plamki. Grzbietowa strona jej ciała opatrzona jest rzędem skierowanych ku przodowi garbków.

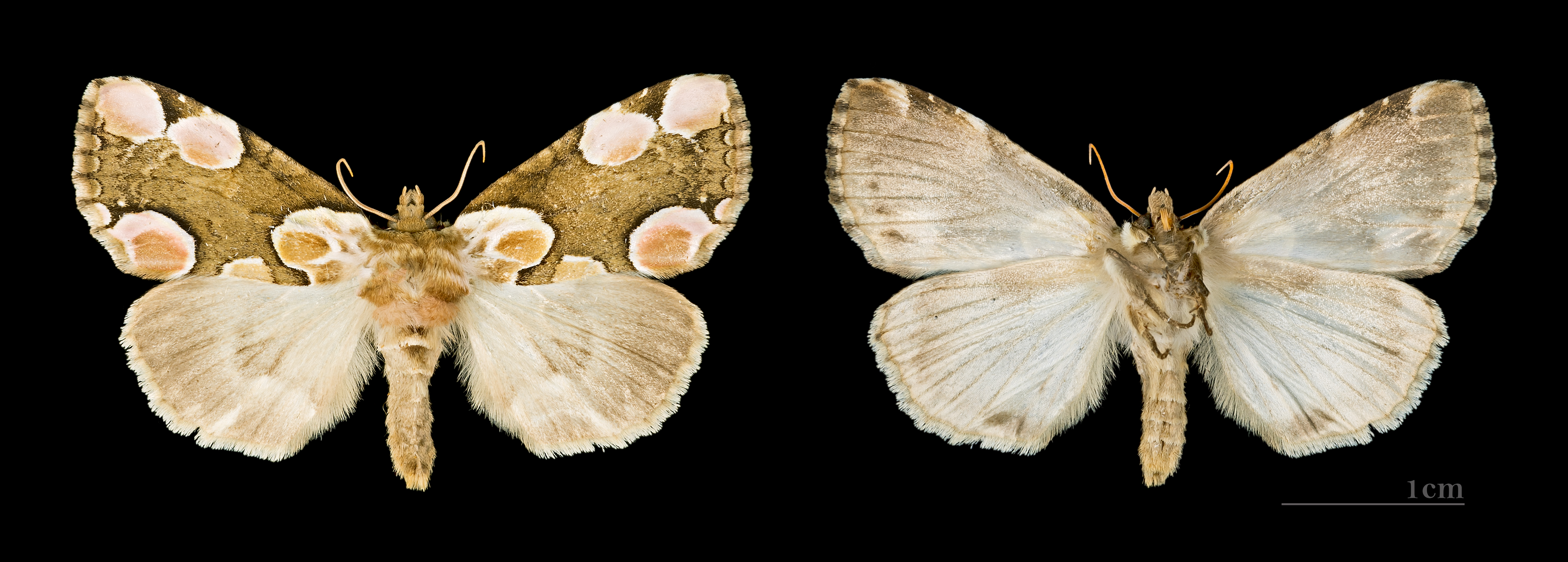
♀
♂
♂ △
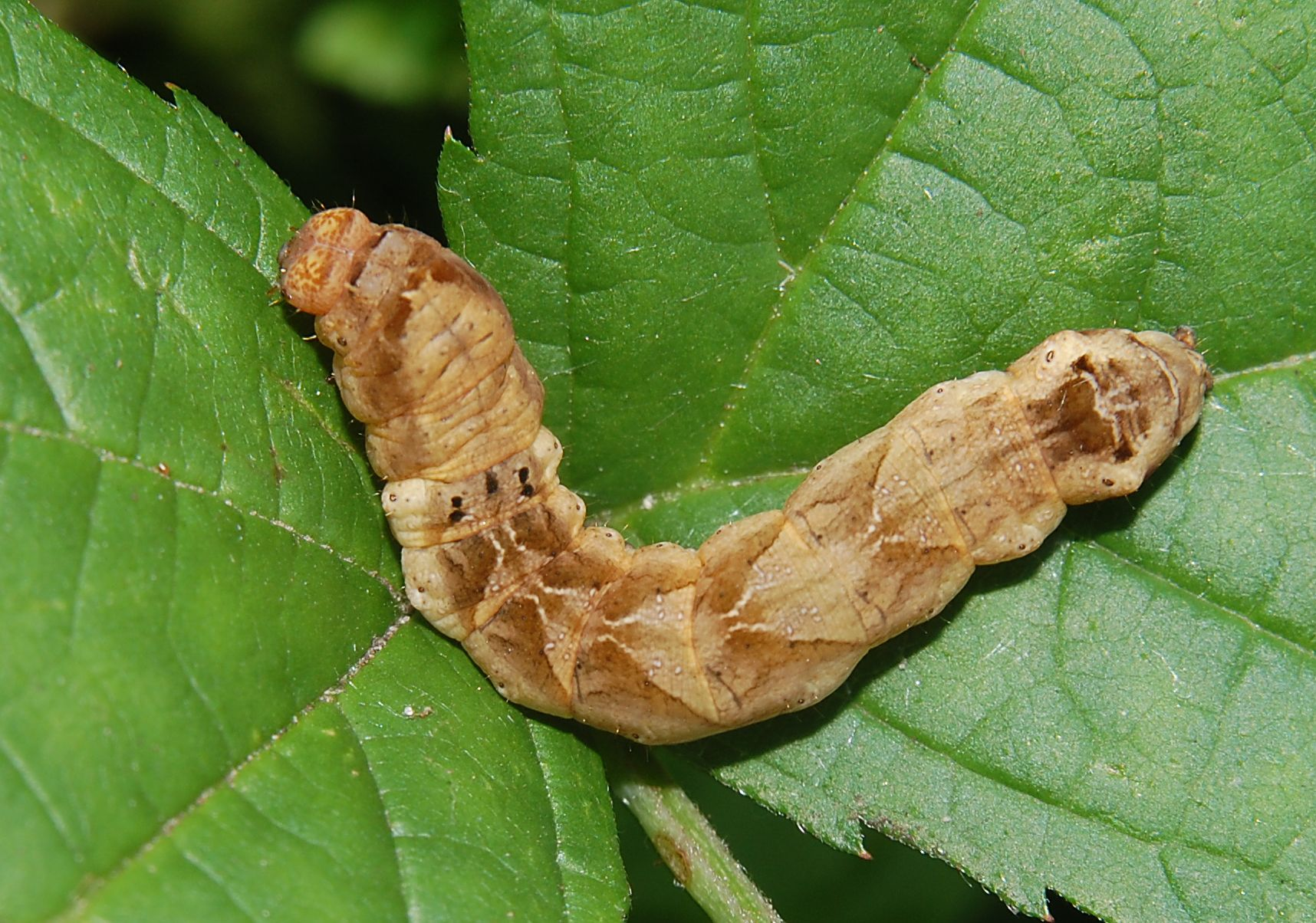
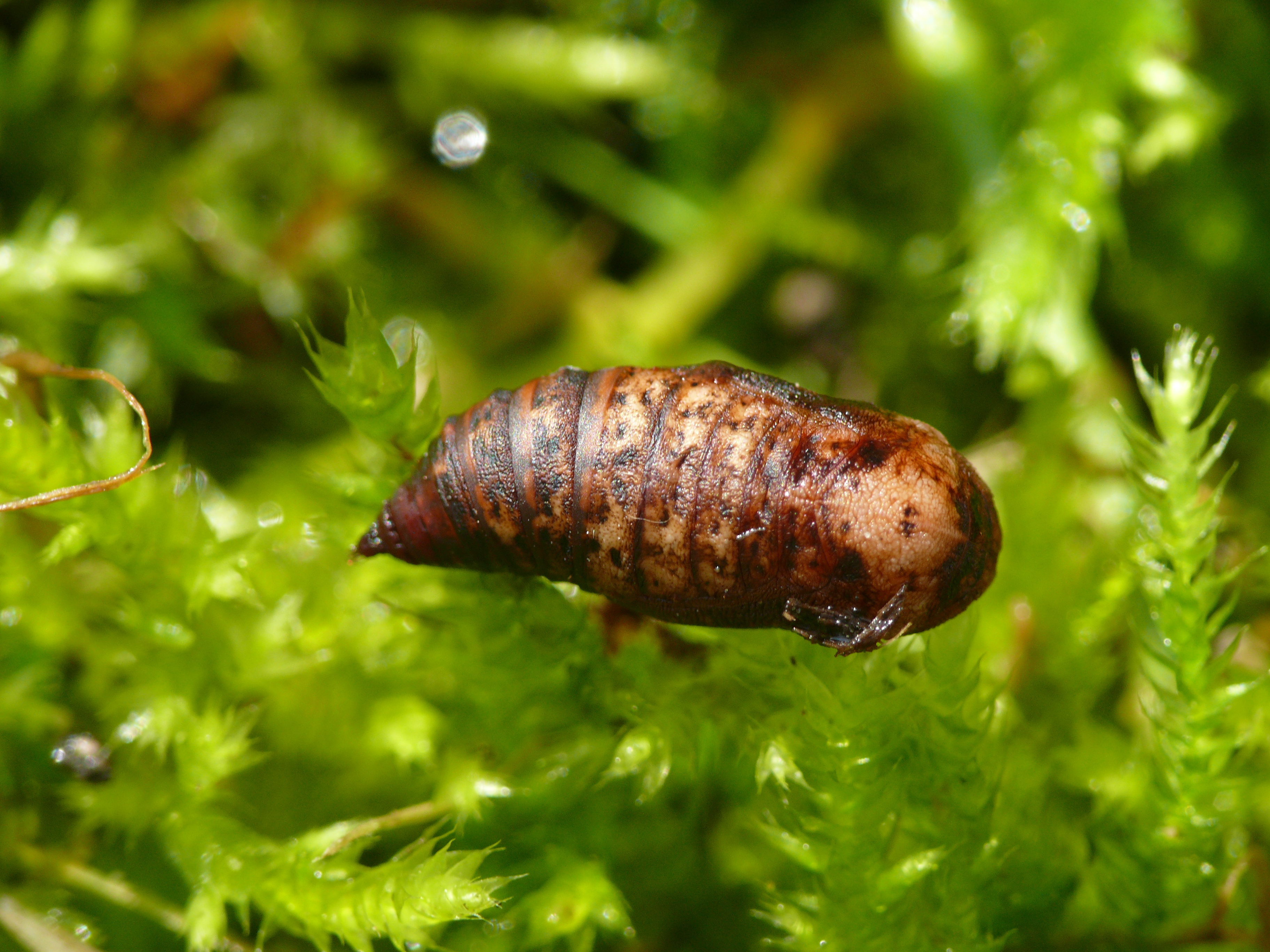

## Biologia i ekologia
Roślinami żywicielskimi gąsienic są maliny i jeżyny (Rubus). Imagines aktywne są po zachodzie słońca. Zasiedlają poręby, skraje lasów, ogrody i parki. W Europie Środkowej występują od maja do początku lipca, a ponadto w sierpniu pojawiać się może niepełne drugie pokolenie. W Hongkongu daje trzy pokolenia: pierwsze lata od stycznia do marca, drugie od maja do czerwca, a trzecie w sierpniu.

## Rozprzestrzenienie
Strefa o klimacie umiarkowanym Eurazji. Zasięg obejmuje znaczną część Europy, Zakaukazie, Syberię, północne Indie i Japonię. Jeżeli traktować Thyartia vicina jako synonim (lub podgatunek) tego gatunku, to zasięg obejmować krainę orientalną po Jawę, Sumatrę i Borneo

## Systematyka
G. M. Lazlo i inni wyróżniają w swojej monografii cztery podgatunki tego motyla:
- Thyatira batis batis (Linnaeus, 1775)
- Thyatira batis formosicola Matsumura, 1933
- Thyatira batis pallida (Rothschild, 1920)
- Thyatira batis rubrescens Werny, 1966